# Pieczarka płaska

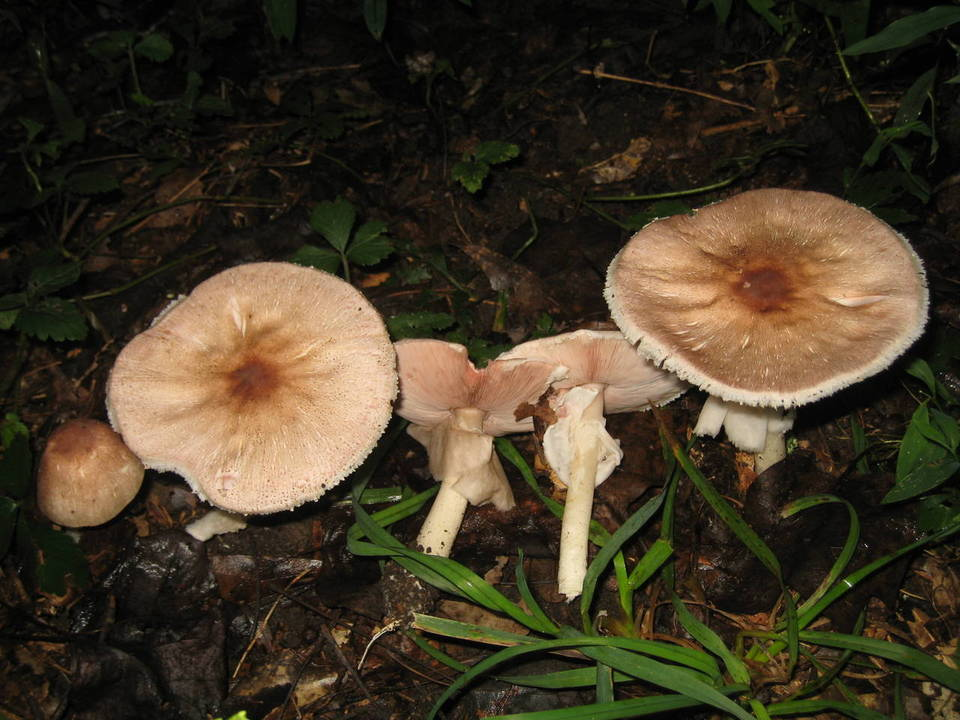

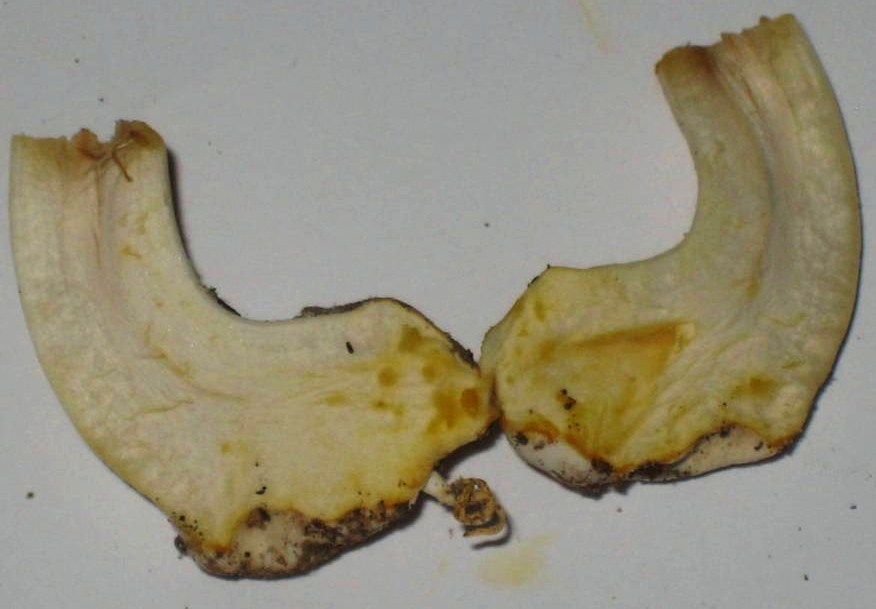
Przekrój trzonów

Pieczarka płaska (Agaricus placomyces Peck) – gatunek grzybów z rodziny pieczarkowatych.

## Systematyka i nazewnictwo
Pozycja w klasyfikacji według Index Fungorum: Agaricaceae, Agaricales, Agaricomycetidae, Agaricomycetes, Agaricomycotina, Basidiomycota, Fungi.
Po raz pierwszy opisał go w 1976 r. Charles Horton Peck. Synonimy naukowe:
- Agaricus placomyces var. flavescens Thiers 1960
- Agaricus placomyces var. microsporus A.H. Sm. 1940
- Agaricus placomyces Peck 1878 var. placomyces
- Fungus placomyces (Peck) Kuntze 1898
- Psalliota placomyces (Peck) Lloyd 1899[2].

Polską nazwę podali Barbara Gumińska i Władysław Wojewoda w 1983 r.

## Morfologia
Kapelusz
Średnicy 5–12 cm, od szaropopielatego do ciemnego, prawie czarnego na jego wierzchołku. Brzeg kapelusza bywa niekiedy całkowicie biały. Okryty jest drobnymi łuseczkami do złudzenie przypominającego łuseczki innego grzyba – jadalnej czubajki kani (Macrolepiota procera). Łuseczki niekiedy przybierają odcień brązowy.
Blaszki
Za młodu niekiedy przez krótki czas różowo „rozkwitające”, przeważnie jednak tylko szaroróżowe.
Trzon
Biały, wysmukły, bez bulwki lub z płaską, odsadzoną bulwką. Pierścień zwisający, od spodu z charakterystycznym, dookoła biegnącym kantem.
Miąższ
Po ugnieceniu, szczególnie w bulwce trzonu, żółknący. Zapach charakterystyczny, przypominający zapach środka dezynfekcyjnego karbolu lub atramentu.
Wysyp zarodników
Ciemny. Zarodniki eliptyczne.

## Występowanie i siedlisko
Występuje w Ameryce Północnej, Południowej, Europie, Azji i Australii. W Polsce jest rzadka. W piśmiennictwie naukowym do 2003 r. na terenie Polski podano tylko jedno jej stanowisko (w Ojcowskim Parku Narodowym). Ma status E – gatunek wymierający. Znajduje się na listach gatunków zagrożonych także w Niemczech, Danii, Finlandii.
Naziemny grzyb saprotroficzny. Owocniki tworzy od sierpnia do października w lasach liściastych i iglastych, parkach.

## Znaczenie
Grzyb trujący, powoduje (chociaż nie u wszystkich ludzi) silne zaburzenia w trawieniu, połączone z mdłościami i wymiotami. Alkohol może wzmacniać działanie trujące, zależnie od stanu zatrutej osoby.